# Hyposmocoma erebogramma
Hyposmocoma erebogramma là một loài bướm đêm thuộc họ Cosmopterigidae. Nó là loài đặc hữu của Oahu. Loài địa phương ở Kahuku.
Ấu trùng ăn Hesperomannia species.